# Kurt Kuhnke
Kurt Kuhnke (30 de abril de 1910 — 8 de fevereiro de 1969) foi um automobilista nascido na Polônia, mas naturalizou-se alemão, e que participou das temporadas de Fórmula 1 de 1962 e 1963, porém não classificando-se para disputar em nenhum GP.

## Resultados do Campeonato Mundial de Fórmula 1
Legenda:
| Ano  | Equipe         | Chassis      | Motor               | 1   | 2   | 3   | 4   | 5   | 6        | 7         | 8   | 9   | 10  | Pontos | Posição |
| ---- | -------------- | ------------ | ------------------- | --- | --- | --- | --- | --- | -------- | --------- | --- | --- | --- | ------ | ------- |
| 1962 | Lotus-Borgward | Lotus 18     | Borgward 1500 RS L4 | NED | MON | BEL | FRA | GBR | GER      | ITA DNA D | USA | RSA |     | -      | -       |
| 1963 | Lotus-Borgward | BKL Lotus 18 | Borgward 1500 RS L4 | MON | BEL | NED | FRA | GRB | GER NQ D | ITA       | USA | MEX | RSA | -      | -       |